# Campsiura celebensis
Campsiura celebensis är en skalbaggsart som beskrevs av Jan Krikken 1977. Campsiura celebensis ingår i släktet Campsiura och familjen Cetoniidae. Inga underarter finns listade.